# Teresa Palmer
Teresa Mary Palmer (Adelaida, 26 de febrero de 1986) es una actriz, modelo, escritora y productora de cine australiana. Comenzó su carrera con apariciones en Bedtime Stories (2008), The Sorcerer's Apprentice (2010) y Take Me Home Tonight (2011). Aunque recibió reconocimiento por sus actuaciones en Warm Bodies (2013), Lights Out (2016), Hacksaw Ridge (2016) y Berlin Syndrome (2017). Además, protagonizó, coescribió y coprodujo la película dramática The Ever After (2014) con su esposo, Mark Webber.
Desde 2018, Palmer ha interpretado a Diana Bishop en la serie de drama sobrenatural A Discovery of Witches.

## Primeros años
Palmer nació y se crio en Adelaida, Australia Meridional. Es la única hija de Kevin Palmer, un inversionista y Paula Sanders, exenfermera y misionera. Sus padres se divorciaron en 1989 cuando ella tenía tres años. Tiene una madrastra, Karen Palmer, así como dos medias hermanas y dos hermanastros, que vivían con su padre. Palmer declaró a la revista Interview, que «tiene raíces humildes», que vivió con su madre en una vivienda pública y se crio con su padre en una granja de Adelaide Hills. El nombre de Palmer lo escogió su madre como homenaje a la Madre Teresa, y ha declarado que tuvo una vida difícil ya que su madre sufría trastorno bipolar.
Palmer asistió al Mercedes College, un colegio privado católico, y en 2003 ganó una audición local en "Search for a Movie Star". Sus primeros trabajos de actuación fueron vestirse de Strawberry Shortcake y de Santa's Little Helper los fines de semana para promociones en un centro comercial cerca de Adelaida. Palmer asistió a clases de interpretación durante un par de años y apareció en algunos anuncios de televisión. También trabajó en un puesto de comida rápida llamado Hungry Jack's en el centro comercial Rundle Mall en 2005, antes de trabajar en las tiendas de ropa Supré, Mambo Graphics y Cotton On.
Tras graduarse de la escuela secundaria, Palmer recibió una llamada de su agente informándole acerca de aparecer en una película juvenil llamada 02:37. El director había visto una fotografía suya en el sitio web de la agencia de actuación y quería que fuera parte de la película. Hasta entonces había pensado en trabajar en un servicio para rescatar animales y finalmente abrir su propia agencia de protección para animales. Fue aceptada en la universidad para estudiar la carrera de maestra y estaba siguiendo un curso sobre periodismo, pero siempre había soñado con la actuación, así que dejó la universidad para trabajar en la película.

## Carrera profesional

### 2005-2006: Inicios en Australia y carrera en ascenso
Palmer consiguió un papel de extra en la película Deck Dogz del año 2005, además de aparecer en otras películas rodadas en Adelaida. Tuvo un papel menor en la película Wolf Creek del 2005, donde apareció en la escena de la fiesta en la piscina. A la edad de 18 años, fue elegida por el cineasta Murali K. Thalluri para la película australiana independiente 02:37. Palmer interpretó a Melody, una estudiante de secundaria muy popular que se convierte en suicida tras haber quedado embarazada de su hermano. Gracias a este papel fue nominada en 2006, para un Australian Film Institute Awards como mejor actriz principal. Luego firmó con un agente de talento en Sídney.
Palmer protagonizó el thriller psicológico Restraint, junto al actor inglés Stephen Moyer y el modelo de Calvin Klein Travis Fimmel. Rodada en Nueva Gales del Sur a mediados del 2005, la película fue escrita por David Warner y dirigida por David Denneen. Palmer fue nombrada una "estrella en ascenso" de Australia por Screen International ese año. Luego protagonizó la película December Boys, ambientada en la década de 1960, basada en la novela de Michael Noonan. Interpretó a Lucy, que tiene un romance con el personaje interpretado por el actor Daniel Radcliffe en una playa remota. Palmer estudió el personaje de Dominique Swain en la película Lolita de 1997 para capturar la sexualidad abierta de su personaje. La película comenzó a rodarse en noviembre de 2005 en la costa sur de Australia. Fue estrenada el 14 de septiembre de 2007 en el Reino Unido y Estados Unidos y el 20 de septiembre de 2007 en Australia y recibió críticas mixtas pero no en la taquilla.
02:37 se estrenó en el Festival de Cine de Cannes de 2006 en la sección Un certain regard. El viaje a Cannes la llevó a conocer a su gerente y agente de talento estadounidense, David Seltzer. Más tarde, acabó firmando un contrato con la Agencia William Morris.
Palmer fue elegida para protagonizar junto a Tom Sturridge su primera película americana, Jumper, una película de ciencia ficción dirigida por Doug Liman. Pero más tarde los personajes principales fueron reescritos para actores de mayor edad y su papel fue finalmente para Rachel Bilson. Palmer se sintió devastada por la pérdida del papel y regresó a Adelaida durante unos meses. 
Realizó su anhelado debut cinematográfico en Hollywood con la película The Grudge 2 de 2006, una secuela de terror protagonizada por Amber Tamblyn y Sarah Michelle Gellar. Palmer describió a su personaje, Vanessa, como «la dichosa colegiala». La película fue estrenada el 13 de octubre de 2006 (un viernes 13), recibió comentarios negativos por parte de los críticos, y recaudó $70 millones en todo el mundo, teniendo un presupuesto de solo $20 millones.

### 2007-2010:Take Me Home Tonight, Bedtime StoriesyThe Sorcerer's Apprentice

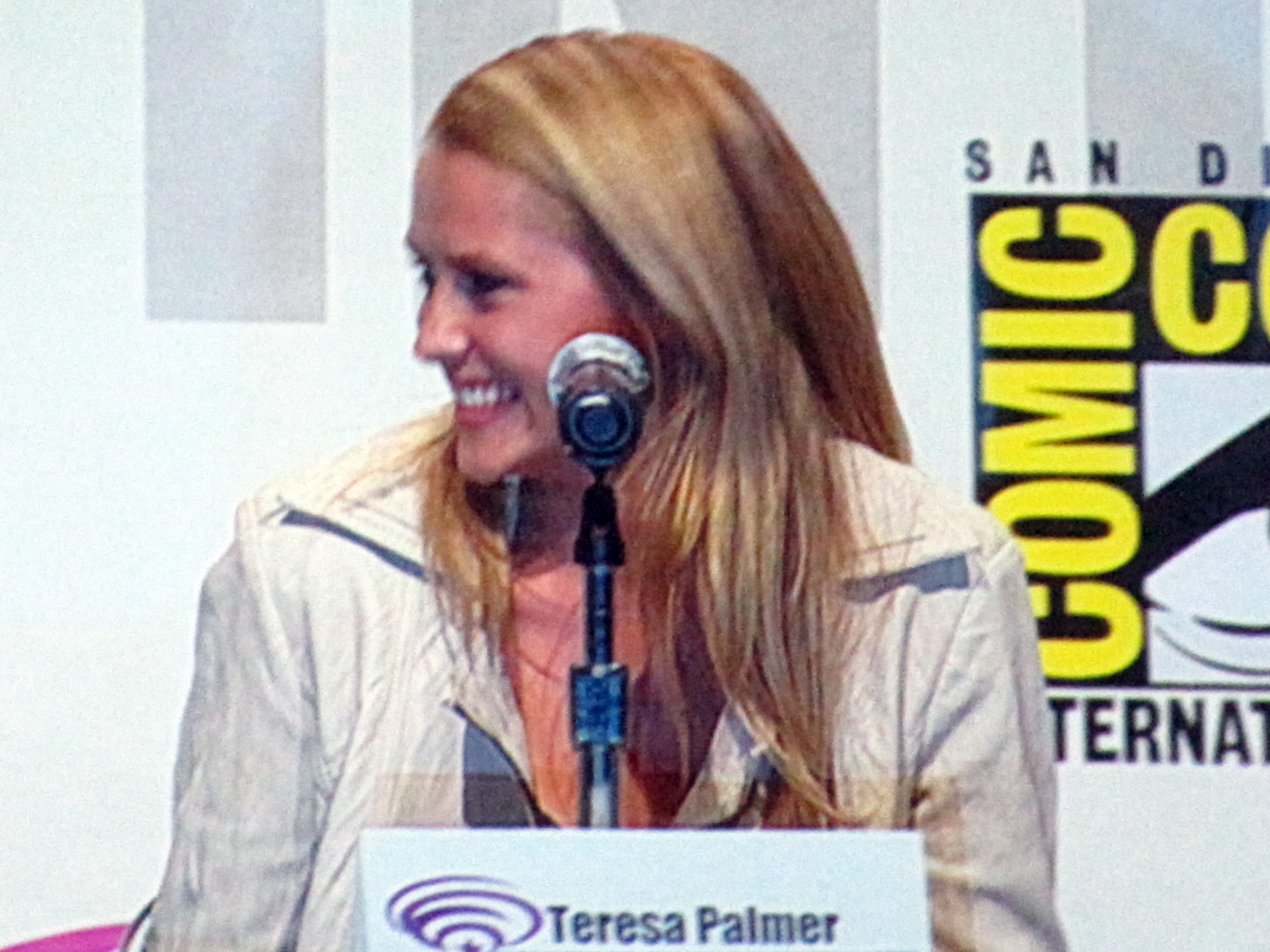
Palmer en la Convención Internacional de Cómics de San Diego en 2010.

A principios del 2007, Palmer fue elegida como Tori Frederking para la comedia Take Me Home Tonight, protagonizada por Anna Faris, Dan Fogler y Topher Grace. Ambientada en la década de 1980, la película fue dirigida por Michael Dowse y estrenada en marzo de 2011. Take Me Home Tonight recibió críticas negativas por parte de los críticos de cine, y no tuvo una buena acogida en taquilla, no logrando recuperar su presupuesto de $19 millones. Palmer protagonizó el videoclip del sencillo «Breaking Up», de la banda de Eskimo Joe, lanzado en 2007 y realizado en Newcastle. En el vídeo, Palmer salta al mar con el cantante de la banda, Kavyen Temperley. Palmer se trasladó de Semaphore Beach en Adelaida a Los Ángeles en mayo de 2007, para avanzar en su carrera como actriz y poder presentarse a más audiciones para películas. Declaró que Los Ángeles era «un gran ajuste» y «muy diferente» a su casa en Australia. Pasó por un período de soledad y depresión, y estuvo pensando en volver a casa hasta que hizo amistades allí. En noviembre de 2007, Palmer fue elegida para interpretar a la villana, Talia al Ghul, en la película de superhéroes Justice League of America, junto a D. J. Cotrona, Adam Brody, Anton Yelchin, Common y Megan Gale. George Miller fue designado para dirigir la película, pero el proyecto acabó siendo cancelado por Warner Bros debido a problemas de reescritura del guion.
Palmer fue la imagen de la colección "Modern Darling" del joyero Ene Logan en 2008. Ese mismo año fue fichada por Adam Sandler para interpretar a Violet Nottingham en la película infantil de Walt Disney Pictures Bedtime Stories, protagonizada por Guy Pearce y Courteney Cox. Sandler también colocó a la madre de Palmer y a su mejor amigo en algunas escenas de la película. Fue estrenada el 25 de diciembre de 2008 y recibió críticas mixtas, pero recaudó $212 millones en todo el mundo con su presupuesto de $80 millones.
En 2009, Palmer formó parte de la compañía de producción de cine Avakea Productions, junto con las actrices australianas Tahyna Tozzi y Nathalie Kelley. Fue jueza invitada en el concurso de talento cinematográfico realizado en Sídney, Optus ONE80PROJECT, de la cadena de televisión MTV Australia. Ese año, filmó una campaña publicitaria para una tienda de vaqueros de Australia, Just Jeans, y se convirtió en la cara y portavoz de la compañía de cosméticos Jurlique.
Palmer protagonizó la película de género romántico de Disney The Sorcerer's Apprentice, producida por Jerry Bruckheimer y dirigida por Jon Turteltaub. La película se basó en la película de animación, Fantasia de 1940, que a su vez fue inspirada por un poema de Goethe. Palmer se quedó en Manhattan, West Village durante el rodaje que duró seis meses. Interpretó a Becky Barnes, una estudiante universitaria de quien se enamora el personaje de Dave Stutler (Jay Baruchel), un estudiante de física y aprendiz del mago Balthazar (Nicolas Cage). Fue estrenada el 14 de julio de 2010 recibiendo críticas mixtas, y recaudó $215 millones en todo el mundo con un gran presupuesto de $150 millones. En julio de 2010, la revista Parade la puso en el puesto número 1 de su lista "Biggest Box Office Flops of 2010 (So Far)".

### 2011-2014: Transición, papeles importantes yWarm Bodies

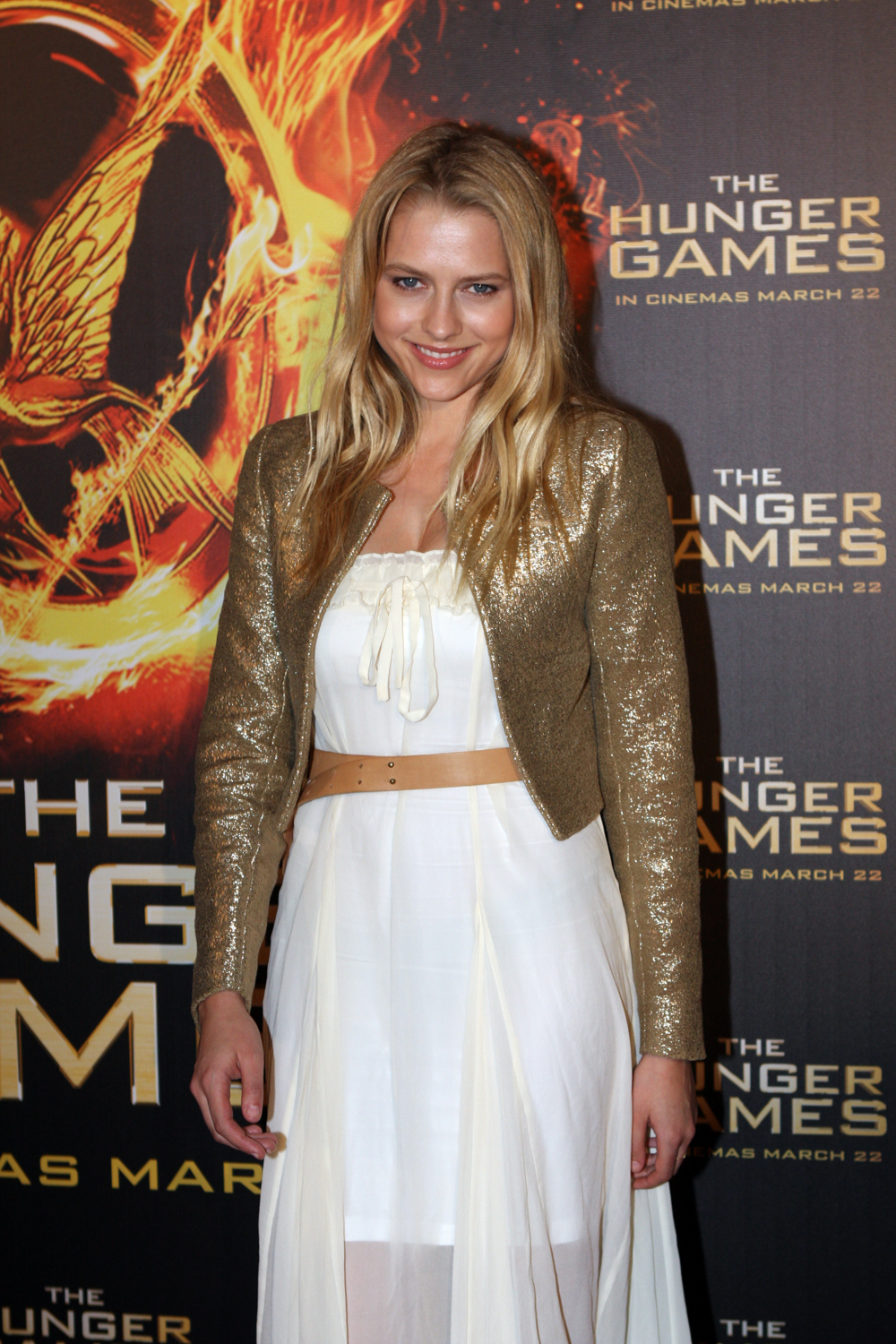
Palmer en la premier de The Hunger Games en Sídney en el 2012.

En 2011, Palmer protagonizó la película de aventura y de ciencia ficción I Am Number Four, junto a Alex Pettyfer y Dianna Agron. Interpretó al Número Seis, uno de los nueve alienígenas que se vieron obligados a esconderse en la Tierra tras la destrucción de su planeta natal. Su personaje era experto en artes marciales, condujo una motocicleta Ducati, podía volverse invisible y caminar sobre el fuego. La película es una adaptación de una novela que fue la primera de una serie de seis partes. Palmer firmó un contrato para hacer tres películas, si la película se convertía en una franquicia. La película fue estrenada en los cines el 18 de febrero de 2011 y también fue lanzada en formato IMAX. La película recibió en general críticas negativas por parte de los críticos y recaudó $149 millones en todo el mundo.
Palmer iba a protagonizar Fury Road, una secuela de la serie Mad Max que iba a ser dirigida por el cineasta australiano George Miller, pero no se unió al elenco debido a conflictos de programación. La película fue pospuesta después. Palmer protagonizó el cortometraje Bear, donde interpretó el papel de Emelie: dirigido por Nash Edgerton, y el cortometraje compitió en el Festival de Cine de Cannes 2011.

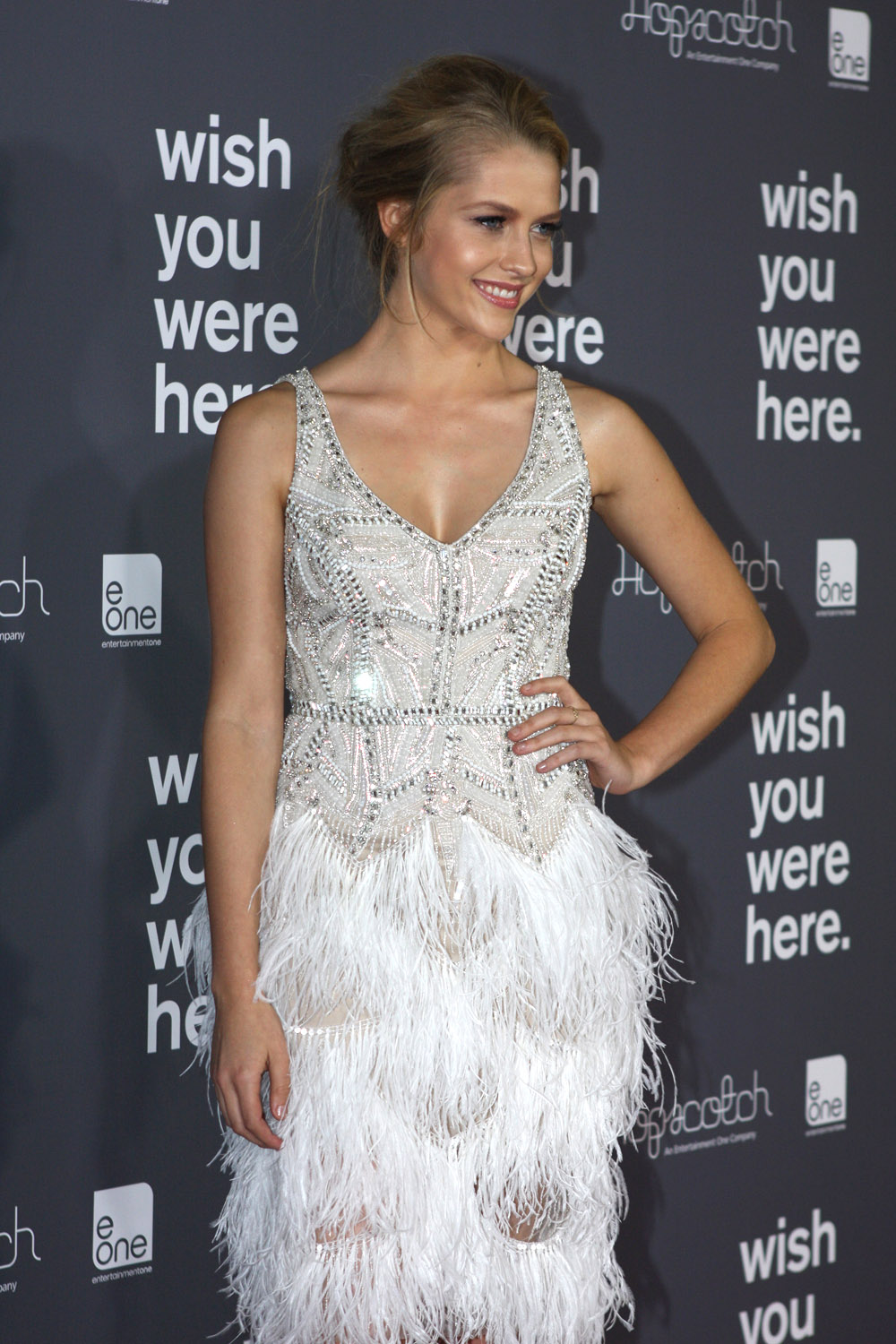
Teresa en el estreno de Wish You Were Here en 2012.

Palmer protagonizó junto a Joel Edgerton la película australiana independiente de drama-thriller, Wish You Were Here, dirigida por Kieran Darcy-Smith. La película comenzó su rodaje en Sídney en noviembre de 2010, y se estrenó en el Festival de Cine de Sundance en 2012. Rotten Tomatoes le dio a esta película un índice de aprobación del 72%. Fue nominada a un Film Critics Circle of Australia Awards como Mejor actriz de reparto.
En 2011, también protagonizó junto a Aaron Paul el cortometraje Quirky Girl, donde interpretó a Claire en una producción destinada al sitio web Funny or Die.
En 2013, Palmer protagonizó la película de zombis, Warm Bodies, producida por Summit Entertainment, y basada en la novela juvenil homónima de Isaac Marion. En esta interpretó a Julie, una chica que se enamora de un zombi llamado R (Nicholas Hoult). Su estreno fue el 1 de febrero de 2013 en los Estados Unidos y el 8 de febrero de 2013 en el Reino Unido. Warm Bodies recibió críticas positivas y recaudó $116 millones en todo el mundo. En febrero de 2013, Palmer fue nombrada como el "rostro global" de Artistry cosméticos. Más tarde protagonizó Love and Honor junto a Liam Hemsworth, una película independiente de romance filmada a mediados de 2011 en Ann Arbor, Míchigan. La película está ambientada en la década de 1960 durante la Guerra de Vietnam, y fue estrenada en marzo de 2013. Tuvo un estreno limitado el 22 de marzo de 2013, recibiendo críticas negativas y sólo recaudó $19.000.
En 2014, coprotagonizó junto a Josh Hartnett, Rosario Dawson y Penn Badgley el drama romántico Parts Per Billion. Fue estrenado el 20 de mayo de 2014, y en DVD, el 6 de junio de 2014. Recibió críticas negativas de parte de los críticos. En el Festival Internacional de Cine de Toronto de 2014, se estrenaron dos películas protagonizadas por Palmer, Cut Bank (2014) y Kill Me Three Times (2015). Ambas películas recibieron críticas negativas por parte de los críticos. En Cut Bank se metió en el papel de Cassandra Steeley, una aspirante a modelo y el interés amoroso del personaje de Liam Hemsworth y la hija del personaje de Billy Bob Thornton. En Kill Me Three Times interpretó a una asesina junto a Simon Pegg, Alice Braga y Luke Hemsworth. Esta última película fue estrenada en cines en 10 de abril de 2015. En 2014 protagonizó junto a Melissa Leo y Phoebe Tonkin la película The Ever After, dirigida por su marido Mark Webber. Escrita por ella misma y Webber, es una historia de amor que explora las profundidades del matrimonio.

### 2015-presente:Point Break,The ChoiceyLights Out
En febrero de 2015 coprotagonizó la película Knight of Cups dirigida por Terrence Malick, y protagonizada por Christian Bale. La película se estrenó en la sección principal de competición en la 65.ª edición del Festival Internacional de Cine de Berlín en febrero de 2015, y tuvo una acogida mixta por parte de la crítica. La película fue lanzada el 4 de marzo de 2016, en los Estados Unidos por Broad Green Pictures. En ese mismo mes, se anunció que Palmer sería una de las protagonistas, junto a Edgar Ramírez y Luke Bracey, de la película de acción y suspenso Point Break de 2015; un nueva versión de la película homónima de 1991. Se estrenó en cines el 25 de diciembre de 2015 en Estados Unidos. Recibió una acogida desfavorable por parte de la crítica, teniendo un porcentaje de 9% en Rotten Tomatoes basado en 7 reseñas.
En octubre de 2015 se supo que Palmer participaría en el cortometraje Too Legit junto a Zoe Kravitz, Clark Gregg, Nate Corddry y Lauren Weedman. Este proyecto fue confirmado por la directora del cortometraje, Frankie Shaw, mediante Twitter e Instagram y tuvo su estreno el 23 de enero de 2016 en el Festival de Cine de Sundance.
En 2016, Palmer interpretó el papel principal femenino en la adaptación de la novela de Nicholas Sparks, The Choice junto a Benjamin Walker, Tom Welling, Alexandra Daddario y Tom Wilkinson. La película se estrenó el 5 de febrero de 2016 y tuvo críticas desfavorables. Fue coprotagonista junto a Woody Harrelson, Kate Winslet y Casey Affleck en el drama criminal Triple Nine de 2016, dirigido por John Hillcoat, que se estrenó en los cines en Estados Unidos el 26 de febrero de 2016. Recibió críticas mixtas y no logró impresionar en la taquilla. Ese mismo año interpretó a Rebecca en la película de terror Lights Out, basada en el cortometraje homónimo. La cinta se estrenó el 22 de julio de 2016 en Estados Unidos a cargo de Warner Bros, recibiendo críticas positivas de parte de la prensa y siendo alabada la actuación de Palmer en el filme. Recaudó $88.4 millones de dólares sobre un presupuesto de $4.9 millones. Coprotagonizó la película Hacksaw Ridge junto a Andrew Garfield, Rachel Griffiths, Vince Vaughn, Sam Worthington, Luke Bracey y Richard Roxburgh. El filme, dirigido por Mel Gibson, está ambientado en la época de la Segunda Guerra Mundial. La película recibió críticas positivas y la actuación de Palmer fue elogiada. Poco después, co-protagonizaría la película Message from the King junto a Chadwick Boseman, Luke Evans y Alfred Molina.
En 2017, Teresa protagonizó la película de thriller psicológico Berlin Syndrome, junto al actor Max Riemelt. Basada en la novela de Melanie Joosten, la película fue dirigida por Cate Shortland y coescrita por Shaun Grant. Palmer interpretó a Clare, una joven periodista que conoce a Andi, un hombre atractivo con el que pasa una noche de amor. La película recibió críticas positivas, y las actuaciones de los protagonistas fueron elogiadas. Más tarde, coprotagonizó la película 2:22 junto a Michiel Huisman y Sam Reid.
En agosto de 2017 se anunció que Palmer había sido elegida para interpretar el papel de Diana Bishop en la serie de televisión británica A Discovery of Witches, basada en la novela homónima de Deborah Harkness. Producida por Bad Wolf Television y Sky Original Productions, es emitida por la cadena Sky One. La primera temporada fue estrenada en otoño de 2018, y antes de que esta terminara, la cadena renovó la serie por dos temporadas más. Al mes siguiente, se reveló que protagonizaría la película Ride Like a Girl (2019) junto a Sam Neill y Jacki Weaver, donde interpretó a Michelle Payne, la primera jinete de caballos de carreras en ganar la codiciada Copa de Melbourne.

## Vida personal
En 2009, Palmer apoyó y acompañó al equipo de fútbol australiano Port Adelaide Football Club, junto al presentador de televisión australiano David Koch.
En 2006, Palmer inició una relación amorosa con el futbolista australiano Stuart Dew, que se rompió por causas que se desconocen. A finales de 2007 comenzó un romance con su compañero de Take Me Home Tonight, Topher Grace. En 2009 salió con el comediante Russell Brand. En 2011, Palmer mantuvo una relación con el actor Scott Speedman, sin embargo la pareja terminó en el 2012 después de un año juntos.
En septiembre del 2012, comenzó a salir con el actor Mark Webber después de que éste la contactara a ella a través de Twitter. En julio de 2013, la pareja anunció que estaban comprometidos y en agosto del mismo año que estaban esperando a su primer hijo juntos. Palmer y Webber se casaron el 31 de diciembre de 2013 en México. El 17 de febrero de 2014 dieron la bienvenida a su primer hijo en común Bodhi Rain Palmer. Teresa también es madrastra de Isaac Love, hijo de Mark de una relación anterior con la actriz Frankie Shaw. La familia reside en el Beachwood Canyon, comunidad de Los Ángeles, y pasa temporadas en la Adelaida natal de Palmer.
En noviembre de 2012, Palmer, junto a la actriz australiana Phoebe Tonkin, lanzó su propia página web sobre salud y bienestar denominada "Your Zen Life". En junio de 2014, Teresa afirmó en el canal oficial de YouTube de su sitio web de salud que es vegetariana. En 2017, junto a la actriz Sarah Wright, creó la comunidad "Your Zen Mama", una comunidad de apoyo para madres de todo el mundo.
En julio de 2016, Palmer fue criticada por seguir amamantando a su hijo Bodhi de dos años. A esta crítica respondió que era más beneficioso para su hijo. Y declaró que «la discriminación social de las mujeres que amamantan a su niño más grande puede ser inmensa, sé que las mujeres no van a amamantar a sus hijos de 2 años de edad en público por esta razón. A partir de miradas sucias, de susurros y comentarios desagradables, es francamente acoso».
En mayo de 2016, Palmer y su pareja anunciaron que esperaban su segundo hijo en común. El 12 de diciembre de 2016 la actriz da a luz en Adelaida, Australia, a su segundo hijo, un niño llamado Forest Sage Palmer. El 12 de abril de 2019 dio a luz a su tercera hija, una niña llamada Poet Lake Palmer. En febrero de 2021 anunció que estaba esperando su cuarto hijo. Su hija, Prairie Moon Palmer, nació el 17 de agosto de 2021.

## Filmografía

### Cine
| Año  | Título                    | Rol                              | Notas                  |
| ---- | ------------------------- | -------------------------------- | ---------------------- |
| 2005 | Wolf Creek                | Chica en la fiesta de la piscina |                        |
| 2006 | 2:37                      | Melody                           |                        |
| 2006 | The Grudge 2              | Vanessa Cassidy                  |                        |
| 2007 | December Boys             | Lucy                             |                        |
| 2008 | Restraint                 | Dale                             |                        |
| 2008 | Bedtime Stories           | Violet Nottingham                |                        |
| 2010 | The Sorcerer's Apprentice | Rebecca "Becky" Barnes           |                        |
| 2011 | I Am Number Four          | Número Seis/Jane Doe             |                        |
| 2011 | Take Me Home Tonight      | Tori Frederking                  |                        |
| 2011 | Bear                      | Emelie                           | Cortometraje           |
| 2011 | Quirky Girl               | Claire                           | Cortometraje           |
| 2012 | Wish You Were Here        | Steph McKinney                   |                        |
| 2013 | Warm Bodies               | Julie Grigio                     |                        |
| 2013 | Love and Honor            | Candace                          |                        |
| 2014 | Cut Bank                  | Cassandra Steeley                |                        |
| 2014 | Parts Per Billion         | Anna                             |                        |
| 2014 | The Ever After            | Ava                              | Productora y escritora |
| 2014 | Kill Me Three Times       | Lucy Weeb                        |                        |
| 2015 | Knight of Cups            | Karen                            |                        |
| 2015 | Dreams                    | Savana Lee                       | Cortometraje           |
| 2015 | Point Break               | Samsara Dietz                    |                        |
| 2016 | Too Legit                 | Kimmie                           | Cortometraje           |
| 2016 | The Choice                | Gabby Holland                    |                        |
| 2016 | Triple Nine               | Michelle Allen                   |                        |
| 2016 | Lights Out                | Rebecca                          |                        |
| 2016 | Hacksaw Ridge             | Dorothy Schutte                  |                        |
| 2016 | Message from the King     | Kelly                            |                        |
| 2017 | Berlin Syndrome           | Clare Havel                      |                        |
| 2017 | 2:22                      | Sarah Barton                     |                        |
| 2019 | The Place of No Words     | Ella misma                       |                        |
| 2019 | Ride Like a Girl          | Michelle Payne                   |                        |
| 2022 | The Twin                  | Rachel                           |                        |
| 2024 | The Fall Guy              | Iggy Starr                       |                        |

### Televisión
| Año       | Título                 | Rol          | Notas            |
| --------- | ---------------------- | ------------ | ---------------- |
| 2018-2022 | A Discovery of Witches | Diana Bishop | Elenco principal |
| 2023      | The Clearing           | Freya        | Próxima serie    |

### Vídeos musicales
| Año  | Canción                     | Artista           |
| ---- | --------------------------- | ----------------- |
| 2007 | «Breaking Up»               | Eskimo Joe        |
| 2010 | «Half Mast (Slight Return)» | Empire of the Sun |
| 2011 | «Don't You Want Me»         | Atomic Tom        |

## Premios y nominaciones
| Lista de premios y nominaciones | Lista de premios y nominaciones | Lista de premios y nominaciones                                 | Lista de premios y nominaciones | Lista de premios y nominaciones | Lista de premios y nominaciones | Lista de premios y nominaciones |
| Año                             | Organización                    | Categoría                                                       | Trabajo                         | Resultado                       | Ref(s)                          |                                 |
| ------------------------------- | ------------------------------- | --------------------------------------------------------------- | ------------------------------- | ------------------------------- | ------------------------------- | ------------------------------- |
| 2006                            | AFI Awards                      | Mejor Actriz Principal                                          | 2:37                            | Nominada                        | [ 120 ]                         |                                 |
| 2011                            | Australians in Film Awards      | Premio Revelación (compartido con Joel Edgerton y David Michôd) | Ella misma                      | Ganadora                        | [ 121 ]                         |                                 |
| 2013                            | FCCA Awards                     | Mejor Actriz de Reparto                                         | Wish You Were Here              | Nominada                        | [ 122 ]                         |                                 |
| 2015                            | Maui Film Festival              | Estrella Naciente (compartido con Scott Eastwood)               | Ella misma                      | Ganadora                        | [ 123 ]                         |                                 |
| 2016                            | BloodGuts UK Horror Awards      | Mejor Actriz                                                    | Lights Out                      | Nominada                        | [ 124 ]                         |                                 |
| 2016                            | AACTA Awards                    | Mejor Actriz                                                    | Hacksaw Ridge                   | Nominada                        | [ 125 ]                         |                                 |
| 2017                            | AACTA International Awards      | Mejor Actriz Internacional de Reparto                           | Hacksaw Ridge                   | Nominada                        | [ 88 ]                          |                                 |
| 2017                            | AFCA Awards                     | Mejor Actriz                                                    | Hacksaw Ridge                   | Nominada                        | [ 126 ]                         |                                 |
| 2017                            | AACTA Awards                    | Mejor Actriz                                                    | Berlin Syndrome                 | Nominada                        | [ 127 ]                         |                                 |
| 2017                            | FCCA Awards                     | Mejor Actriz                                                    | Berlin Syndrome                 | Nominada                        | [ 128 ]                         |                                 |
| 2018                            | AFCA Awards                     | Mejor Actriz                                                    | Berlin Syndrome                 | Nominada                        | [ 129 ]                         |                                 |
| 2019                            | AACTA Awards                    | Mejor Actriz                                                    | Ride Like a Girl                | Nominada                        | [ 130 ]                         |                                 |
| 2019                            | FCCA Awards                     | Mejor Actriz                                                    | Ride Like a Girl                | Nominada                        | [ 131 ]                         |                                 |
| 2020                            | AFCA Awards                     | Mejor Actriz                                                    | Ride Like a Girl                | Nominada                        | [ 132 ]                         |                                 |
| 2022                            | Critics' Choice Super Awards    | Mejor Actriz en una Serie de Ciencia Ficción o Fantasía         | A Discovery of Witches          | Nominada                        | [ 133 ]                         |                                 |